# Karlheinz Busen
Karlheinz Busen (5 de abril de 1951) é um engenheiro civil alemão e político do Partido Democrático Livre (FDP) que actua como membro do Bundestag pelo estado da Renânia do Norte-Vestfália desde 2017.

## Política
Busen tornou-se membro do bundestag após as eleições federais alemãs de 2017. Ele é o presidente do grupo parlamentar do FDP para caça e silvicultura.